# Wadi (rivierdal)

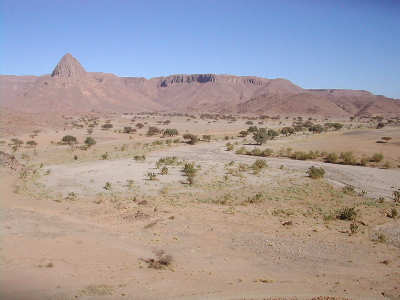
Een wadi in Algerije

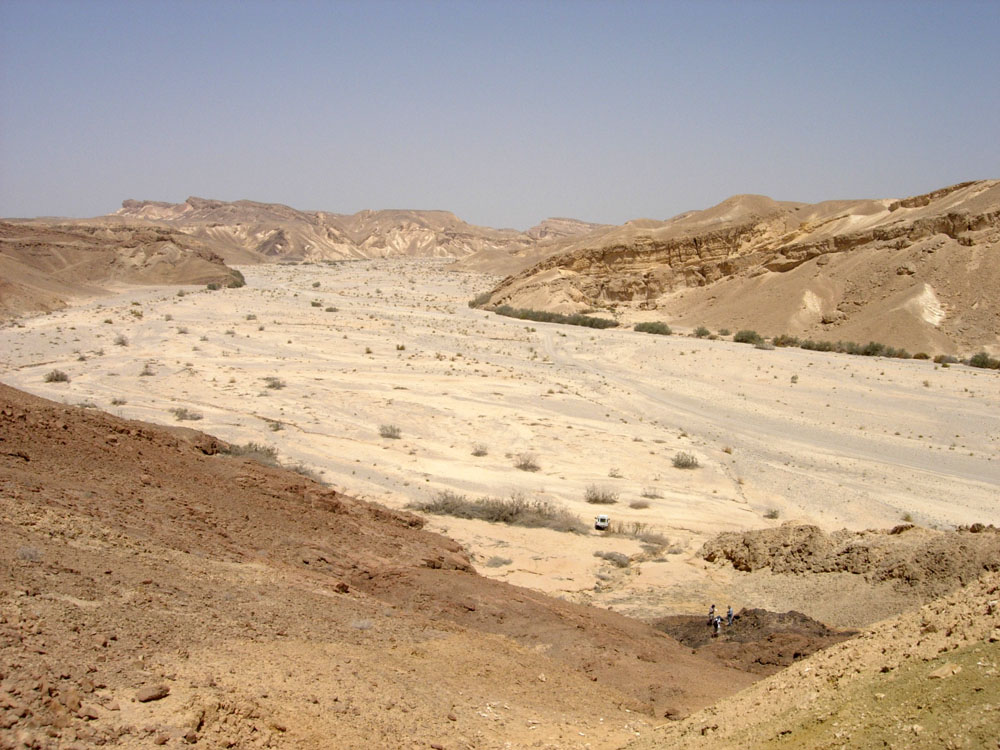
Een wadi in de Israëlische Negevwoestijn

Een wadi is een rivierdal in droge gebieden dat gedurende het grootste deel van het jaar droog staat. Zo'n rivier wordt aangeduid als efemere of periodieke rivier. Alleen gedurende natte perioden en regenbuien stroomt er veel water door een wadi. Dit kan vrij onverwacht gebeuren. Men spreekt wel van een stortvloed. Omdat woestijnreizigers wadi's vaak als trekroute gebruiken, lopen zij het gevaar om na regenval stroomopwaarts door een plotselinge massa toestromend water te worden verrast. Zo kan het gebeuren dat mensen in de woestijn verdrinken. Door een wadi stroomt meestal ook grondwater.
Wadi is een Arabisch woord. Op de kaart van de meeste Arabische landen kan men veel wadi's vinden, of oueds zoals ze in Noord-Afrika veelal heten. Dit woord wordt daar ook voor gewone rivieren gebruikt. Spaanse riviernamen die beginnen met "Guad" gaan zonder uitzondering terug op namen uit de tijd van de Arabische heerschappij over Andalusië. Bijvoorbeeld Guadalquivir = Wadi al-Qivir, de grote stroom.

## Infiltratievoorziening
In België en Nederland wordt met wadi veelal een regenwaterinfiltratievoorziening bedoeld, een groene verdiept gelegen waterverzamelplaats in stedelijk gebied. Ze worden op veel plaatsen toegepast, onder andere in de Nederlandse Vinex-wijk Leidsche Rijn en in het station van Mechelen in België.
beekdal · doorbraakdal · droogdal · fjord · hangend dal · kloof · reculée · ría · riftvallei · rivierdal · trogdal · V-dal · wadi